# Mikroregion Alto Taquari

Mikroregion Alto Taquari

Mikroregion Alto Taquari – mikroregion w brazylijskim stanie Mato Grosso do Sul należący do mezoregionu Centro-Norte de Mato Grosso do Sul.

## Gminy
- Alcinópolis
- Camapuã
- Coxim
- Figueirão
- Pedro Gomes
- Rio Verde de Mato Grosso
- São Gabriel do Oeste
- Sonora